# Laura Weber
Laura Weber (* 25. März 1984 in Regensburg) ist eine deutsche Politikerin (Bündnis 90/Die Grünen). Seit November 2023 ist Weber Mitglied des Bayerischen Landtags.

## Leben
Weber wuchs in Weiden in der Oberpfalz auf und absolvierte nach dem Abitur über den Zweiten Bildungsweg ein Studium zur Energie- und Umweltingenieurin an der Ostbayerischen Technischen Hochschule Amberg-Weiden mit Masterabschluss. Sie war von 2014 bis 2022 in einem Hochschulinstitut tätig, zuletzt in leitender Tätigkeit. Sie wechselte dann in eine Projektentwicklerfirma im Bereich der Energiewende.

## Partei und Politik
Laura Weber trat 2019 Bündnis 90/Die Grünen bei. Sie erhielt 2020 ein Mandat im Stadtrat von Weiden. Bei der Landtagswahl in Bayern 2023 kandidierte sie im Stimmkreis Weiden in der Oberpfalz und wurde über die Wahlkreisliste der Oberpfalz in den Landtag gewählt.